# Henrik Wedell-Wedellsborg
Henrik Mogens baron Wedell-Wedellsborg (født 3. november 1942 i København) er en dansk advokat og siden 1980 partner i firmaet Bruun & Hjejle (tidligere Hjejle Gersted Mogensen). Eget advokatkontor fra 2018. Tilnyttet Moltke-Leth Advokater fra 2022. Han er kongehusets advokat.
Han er søn af baron Gustav Wedell-Wedellsborg (1907-1989), klassisksproglig student, cand.jur. fra Københavns Universitet 1969, advokat hos Gide Loyrette Nouel, Paris 1973-1974 og partner i Advokatfirmaet Per Federspiel 1975-1980. Partner i Bruun & Hjejle 1980-2012, der efter knyttet til kontoret til 2017. Han fik møderet for Højesteret 1977.
Han er bestyrelsesformand for Det grevelige Dannemandske Stift, Aastrup Gods,  og Arne V. Schleschs Fond. Han er bestyrelsesmedlem i bl.a. Prins Nikolais og Prins Felix' Fond, Den Kongelige Formidlingsfond, Dronning Ingrids Hæderslegat, Ejnar og Meta Thorsens Fond, Fonden Europa Nostra Danmark, Præsident for Soldaterlegatet og Trustee i American-Scandinavian Foundation samt i bestyrelsen for flere øvrige fonde. Han er tidligere formand for bl.a. Th. Wessel & Vett (Magasin du Nord), Vallø StiftSchackenborg Fonden, Det Danske Staalvalseværk, Franske Vingårde, Frøfirmaet L Dæhnfeldt, og Vilstrup Research og tidligere bestyrelsesmedlem i bl.a. Kronprins Frederiks og Kronprinsesse Marys Fond, Mary Fonden, H.K.H. Kronprinsesse Marys Fond, Ebbe Muncks Mindefond, Gisselfeld Kloster, Garderhøjfonden, Dansk-Svensk Kulturfond og Nationalkomiteen for United World Colleges. Medstifter af Cepos.
Wedell-Wedellsborg har 2009 - 2015 været formand for Dansk Adelsforening. Han blev i 2007 kammerherre og er oberstløjtnant af reserven ved Den Kongelige Livgarde. Fra 1977 - 1985 var han formand for de danske reserveofficerers fagforening HPRD. 
I 2013 blev han Kommandør af 1. grad af Dannebrog. Han har desuden modtaget Prins Henriks Mindemedalje, Dronning Ingrids Mindemedalje, Den Kongelige Belønningsmedalje, Fortjensttegnet for God Tjeneste i Forsvarets Reserve, Reserveofficersforeningen i Danmarks Hæderstegn, Finlands Løves Orden af 1. grad, Kommandør af Infante Don Henriqués Orden, Norske Reserveoffiserers Forbunds Hæderstegn, Reserveofficersforbundets Hæderstegn og Nederlandske Reserveofficersforbunds Mindekors for Marchdeltagelse. 

## Privat
Han ægtede 20. september 1969 i Skovshoved Kirke Birgitte Christine Gersted (født 30. maj 1945), datter af højesteretssagfører Gunnar Gersted. Parret har to sønner, Gregers og Thomas Wedell-Wedellsborg.